# Ibbour hashana
L’ibbour hashana (hébreu : עיבור השנה, « embolisation des années ») définit les règles d’embolisme par lesquelles on ajoute un mois lunaire aux douze mois de l’année hébraïque ordinaire, afin de l’accorder avec l’année solaire dont dépendent les saisons. Du fait de cet ajustement, le calendrier hébraïque est dit luni-solaire.
La décision d’emboliser l’année était prise au temps de la Mishna par les Sages du Sanhédrin en vertu de divers facteurs. Depuis l’adoption du cycle métonique par Hillel II, l’embolisation est réalisée sept fois sur un cycle de dix-neuf ans en fonction d’une règle préétablie.

## L’ibbour hashana dans les sources juives
(février 2011).
Le signe mnémotechnique est gou'hadza"th גוחאדז"ט (la valeur numérique des lettres formant ce mot représente les chiffres 3, 6, 8, 1, 4, 7, 9), soit une année de treize mois la 3e, 6e, 8e, 11e, 14e, 17e et 19e du cycle solaire de 19 ans. Ainsi, la date de Pessah, qui doit impérativement avoir lieu au printemps, avance tous les ans de 10 jours, puis recule de 30 jours les années embolismiques.